# Bocaranga (subprefektur)
Bocaranga är en subprefektur i Centralafrikanska republiken.   Den ligger i prefekturen Préfecture de l'Ouham-Pendé, i den västra delen av landet, 400 km nordväst om huvudstaden Bangui. Antalet invånare är 61 190.
I omgivningarna runt Bocaranga växer huvudsakligen savannskog. Runt Bocaranga är det glesbefolkat, med 16 invånare per kvadratkilometer.